# Oreochromis korogwe
Espèce
Statut de conservation UICN

 LC  : Préoccupation mineure
Oreochromis korogwe est une espèce de poissons d'eau douce et saumâtre de la famille des Cichlidae (ordre des Cichliformes). Cette espèce fait partie des nombreuses espèces regroupées sous le nom de Tilapia.

## Répartition
Ce poisson se rencontre au Kenya et en Tanzanie. Il est présent dans la partie inférieure du système Pangani et la rivière Zigi (en), et dans plusieurs lacs du Sud-Est de la Tanzanie. Il a été introduit dans le barrage de Mlingano (dans le Sud du Pangani) et probablement dans d'autres barrages côtiers de Tanzanie.

## Description
Oreochromis korogwe peut mesurer jusqu'à 161 mm (queue non comprise), pour une taille totale maximale de 208 mm.

## Classification
Le nom valide complet (avec auteur) de ce taxon est Oreochromis korogwe (Lowe, 1955). 
L'espèce a été initialement classée dans le genre Tilapia et comme sous-espèce de Tilapia mossambica sous le protonyme Tilapia mossambica korogwe Lowe, 1955.
Oreochromis korogwe a pour synonymes :
- Tilapia mossambica korogwe Lowe, 1955
- Sarotherodon korogwe (Lowe, 1955)
- Tilapia korogwe (Lowe, 1955)

### Étymologie
Son épithète spécifique, korogwe, fait référence à sa localité type, la ville tanzanienne de Korogwe où se situait les étangs d'une ferme piscicole expérimentale.

### Publication originale
- (en) R. H. Lowe, « New species of Tilapia (Pisces, Cichlidae) from Lake Jipe and the Pangani River, East Africa », Bulletin of the British Museum (Natural History), zoology, Londres, vol. 2, no 12,‎ 24 juin 1955, p. 349-368 (ISSN 0007-1498).